# Camplong
Camplong település Franciaországban, Hérault megyében. Lakosainak száma 217 fő (2022. január 1.). Camplong Avène, Le Bousquet-d’Orb, Graissessac, Saint-Étienne-Estréchoux és La Tour-sur-Orb községekkel határos.

## Népesség
A település népességének változása:
| Lakosok száma | 348  | 251  | 241  | 230  | 240  | 236  | 234  | 229  | 227  | 217  |
|               | 1968 | 1982 | 1990 | 2006 | 2013 | 2015 | 2017 | 2019 | 2020 | 2022 |